# Swainsona behriana
Swainsona behriana là một loài thực vật có hoa trong họ Fabaceae bản địa của Úc.